# جوبيكا
جوبيكا هي ممثلة هندية، ولدت في 26 أغسطس 1984 في الهند.

## وصلات خارجية
- جوبيكا على موقع IMDb (الإنجليزية)
- جوبيكا على موقع قاعدة بيانات الفيلم (الإنجليزية)